# Digital Visual Interface

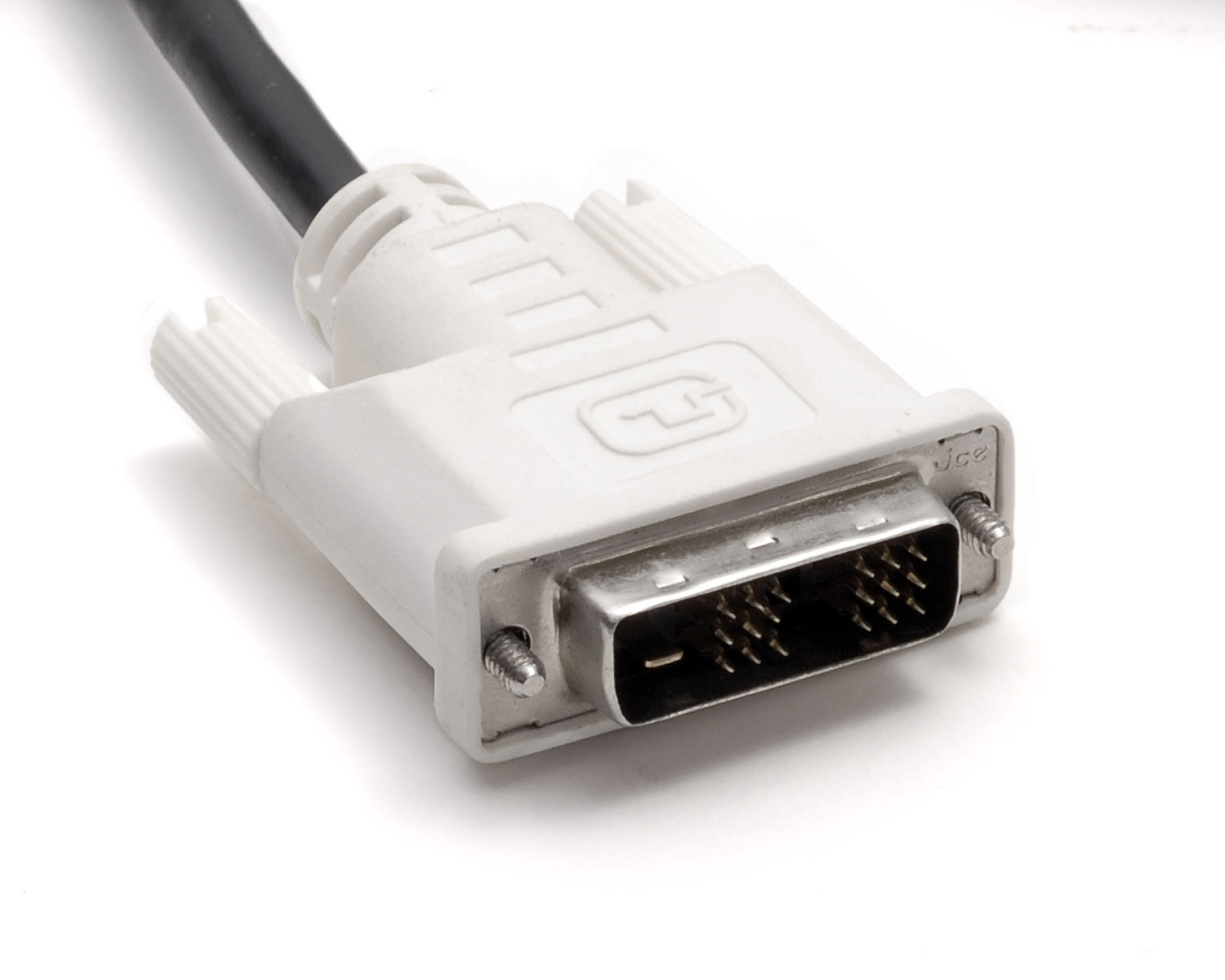
Egy 18 tűs DVI-D csatlakozó

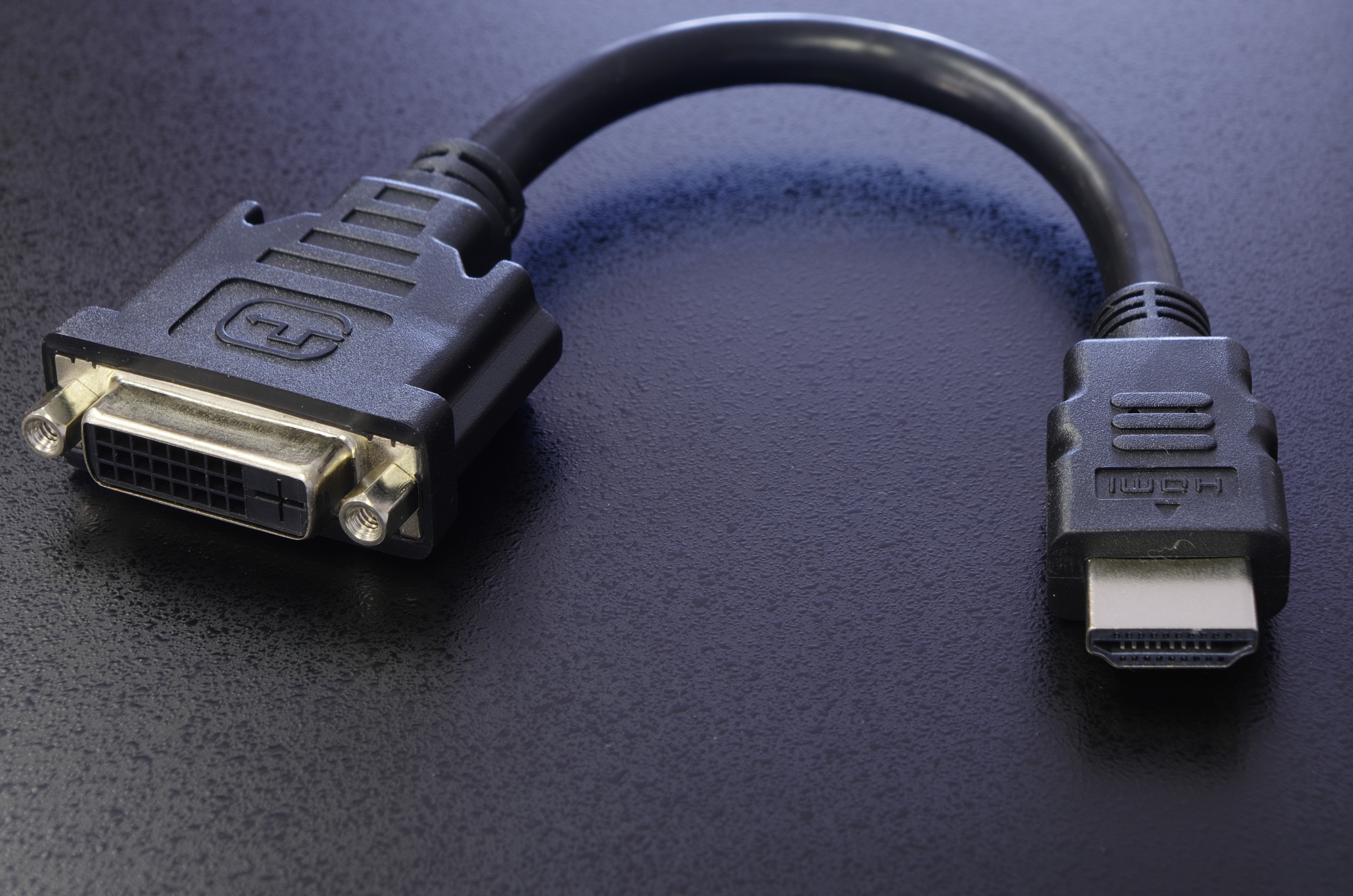
Rövid adapter kábel az egyik végén DVI-D, a másikon HDMI csatlakozóval

A DVI egy videós átvételi szabvány. Kifejlesztésének célja az volt, hogy tömörítetlen digitális képátvitelt lehessen kivitelezni a számítógép és a monitor között. Elődje a hagyományos, analóg D-Sub csatlakozó, mely leginkább a PC-k és monitoraik (hagyományos, katódsugár-csöves és LCD egyaránt) csatlakoztatásánál ismert.

## A név eredete
A DVI név az angol Digital Visual Interface (magyarul Digitális Vizuális Interfész) nevét onnan kapta, hogy a grafikus kártya és a monitor között már nem a hagyományos „földfelszíni” módon közlekedik az adat, hanem 0-k és 1-ek sorozataként. Amennyiben a szabvány A és D csatlakozója is megtalálható a készülék hagyományos eszközökhöz és digitális eszközökhöz is csatlakoztatható.

## DVI szabvány típusai
A DVI szabvány az alábbi négy szabványt tartalmazza:
- DVI-A Analóg jelátvitel kizárólagosan, ebben az esetben egy megfelelő DVI - D-SUB szabvány átalakítóval hagyományos monitorokon is használható;
- DVI-D csak digitális jelátvitelt tesz lehetővé;
- DVI-I mindkét jelátviteli szabványt támogatja;

- DVI-M1 Mindhárom szabványt támogatja USB átvitellel kiegészítve.

## A csatlakozóról
A DVI szabvány szerint a csatlakozó 29 pines ("láb"-as) lehet mely esetén, már mindkét DVI-A és DVI-D szabvány csatlakozását is meg lehet oldani vele.
A DVI technológia önmagában kevés a hangátvitelhez, mivel sávszélessége nagyjából 165 MHz.
Bizonyos változata kompatibilis a HDMI szabvánnyal, ami már hangot is közvetít. Ebből kifolyólag a DVI-D hez alapesetben külön hangátvivő közeg kell, ez általában vagy egy 3,5mm-es jack vagy valamilyen USB kábel lehet.

## A csatoló tűinek megoszlása
A 29 pin a következők szerint oszlik meg a csatolóban:
- RGB csatorna tűi;
- tápellátás a monitor készenléti állapotához;
- órajel;
- árnyékolás;
- földelés;
- analóg színcsatornák;
- analóg szinkron;
- analóg földelés.